# Hermann von Redern

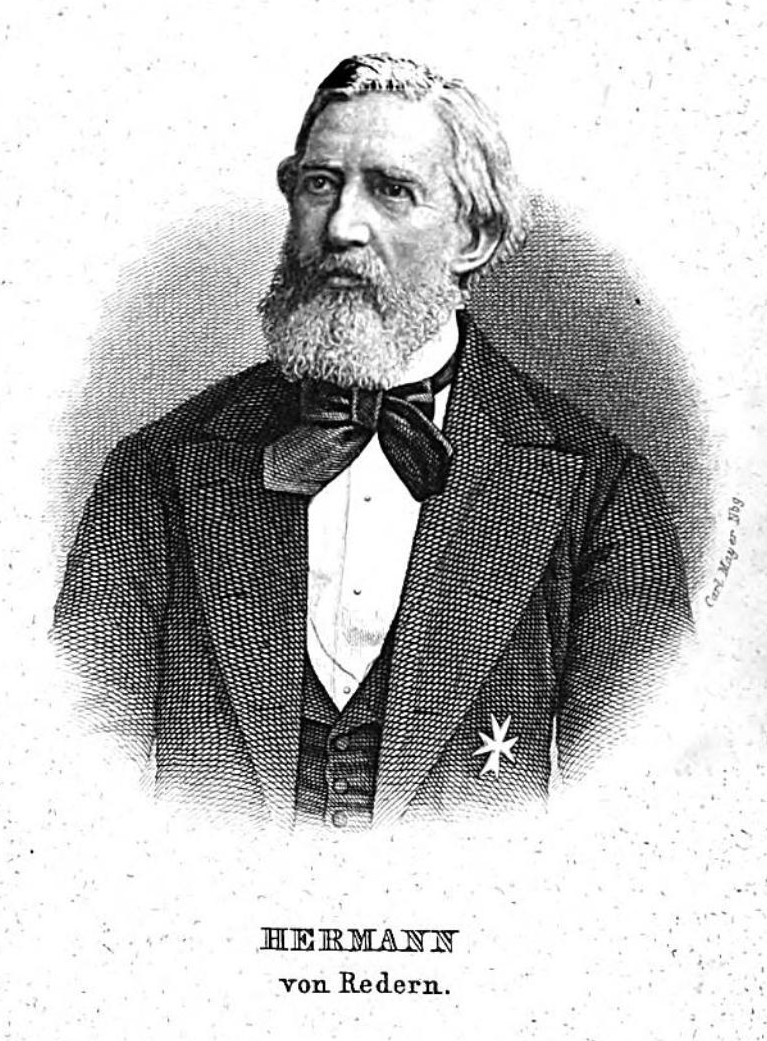
Carl Mayer: Hermann von Redern

Karl Ludwig Wilhelm Herrmann von Redern (* 5. Oktober 1819 in Wansdorf; † 3. Juli 1886 in Leipzig) war ein preußischer Generalleutnant, Rechtsritter des Johanniterordens und Besitzer des Rittergutes Wansdorf im Havelland.

## Leben

### Herkunft
Er entstammte dem märkischen Uradelsgeschlecht von Redern und war der älteste Sohn des preußischen Majors Karl von Redern (* 1. September 1784; † 24. März 1858) und dessen Ehefrau Charlotte, geborene Guretzky-Cornitz (* 16. Januar 1793; † 21. August 1835). Der spätere Generalleutnant Ernst von Redern (1835–1900) war sein Bruder.

### Militärkarriere
Redern war besuchte zunächst das Kadettenhaus in Berlin und wurde anschließend am 18. August 1836 als Sekondeleutnant dem Garde-Dragoner-Regiment der Preußischen Armee überwiesen. Für drei Jahre war er vom 1. Oktober 1842 zur weiteren Ausbildung an die Allgemeine Kriegsschule kommandiert. 1846/47 ließ Redern sich vom Dienst beurlauben, um die Universität Berlin zu besuchen. Bis Mitte April 1852 avancierte er zum Rittmeister und Eskadronchef. Am 28. April 1857 folgte seine Versetzung als Adjutant zur 14. Division. Im März des Folgejahres zum Major befördert, wurde Redern dem Generalstab der Armee aggregiert und an die Gesandtschaft in Wien kommandiert. 1859 nahm er im österreichischen Hauptquartier während des Sardischen Krieges an den Schlachten bei Magenta und Solferino. Dafür erhielt er den Roten Adlerorden IV. Klasse mit Schwertern sowie den Orden der Eisernen Krone III. Klasse.
1860 wurde Redern aus Wien abberufen und Ende des Jahres zum Kommandeur des Neumärkischen Dragoner-Regiments (Nr. 3) ernannt. In dieser Eigenschaft am 18. Oktober 1861 zum Oberstleutnant befördert, war er 1863/64 mit seinem Regiment während des Januaraufstandes zur Sicherung der polnischen Grenze eingesetzt. Nach seiner Beförderung zum Oberst gab Redern dieses Regiment ab und wurde am 14. Dezember 1865 zum Kommandeur des 2. Garde-Dragoner-Regiments ernannt. Sein Regiment führte er 1866 während des Krieges gegen Österreich bei der I. Armee in den Kämpfen bei Turnau, Münchengrätz, Tischnowitz und Königgrätz.
Nach dem Friedensschluss wurde Redern am 30. Oktober 1866 zum Kommandeur der neugebildeten 20. Kavallerie-Brigade in Hannover ernannt und in dieser Stellung am 23. Juli 1868 mit Patent vom 3. Juli 1868 zum Generalmajor befördert. Anlässlich der Mobilmachung übernahm er 1870 die 13. Kavallerie-Brigade und kämpfte mit seinem Großverband während des Krieges gegen Frankreich in den Schlachten bei Mars-la-Tour sowie Gravelotte. Außerdem beteiligte er sich an der Belagerung von Paris. Seine Leistungen wurden durch die Verleihung des Eisernen Kreuzes II. Klasse sowie des Kommandeurkreuzes I. Klasse des Ordens Heinrichs des Löwen mit Schwertern gewürdigt. Nach dem Frieden von Frankfurt wurde Redern am 23. Mai 1871 Kommandeur der 19. Kavallerie-Brigade bei der Okkupationsarmee in Frankreich. Im Januar 1873 erhielt er den Roten Adlerorden II. Klasse mit Eichenlaub und Schwertern am Ringe. Unter Verleihung des Charakters als Generalleutnant wurde Redern am 11. März 1873 mit der gesetzlichen Pension zur Disposition gestellt.

### Genealogie
Nach seiner Pensionierung betätigte sich Hermann von Redern als Genealoge. Den Schwerpunkt legte er bei seinen Veröffentlichungen auf Familien aus der Mark Brandenburg. U.a. befasste er sich mit der Familie von der Marwitz, der seine Ehefrau entstammte.

### Familie
Redern heiratete am 6. März 1865 in Rütznow Anna von der Marwitz (* 19. September 1846; † 1919), mit der er gemeinsam in Wansdorf lebte. Nach seinem Tod siedelte die Familie nach Berlin über. Seine älteste Tochter war die Liederdichterin und Erzählerin Hedwig von Redern, sein Sohn Wilhelm von Redern war Landrat in Stallupönen und Regierungsvizepräsident in Gumbinnen.

## Werke
- Genealogische Nachrichten aus den Kirchenbüchern des Ländchens Glien. In: Verein für Geschichte der Mark Brandenburg, Märkische Forschungen 14 (1878), S. 99–251
- Zur Geschichte der Familie von der Marwitz – Regesten, Stammtafeln und andere Materialien, Carl Heymanns Verlag, Berlin 1879. (Digitalisat).
- Genealogische Nachrichten. Aus den Kirchenbüchern von Spandau, Oranienburg, Seegefeld und Cladow. Krämersche Buchdruckerei (E. R. Brandt), Potsdam 1880